# Йоріс ван дер Гаген
Йоріс ван дер Гаген (нід. Joris van der Haagen, приблизно 1615 — 23 травня 1669 (поховано)) — нідерландський художник-пейзажист.

## Біографія

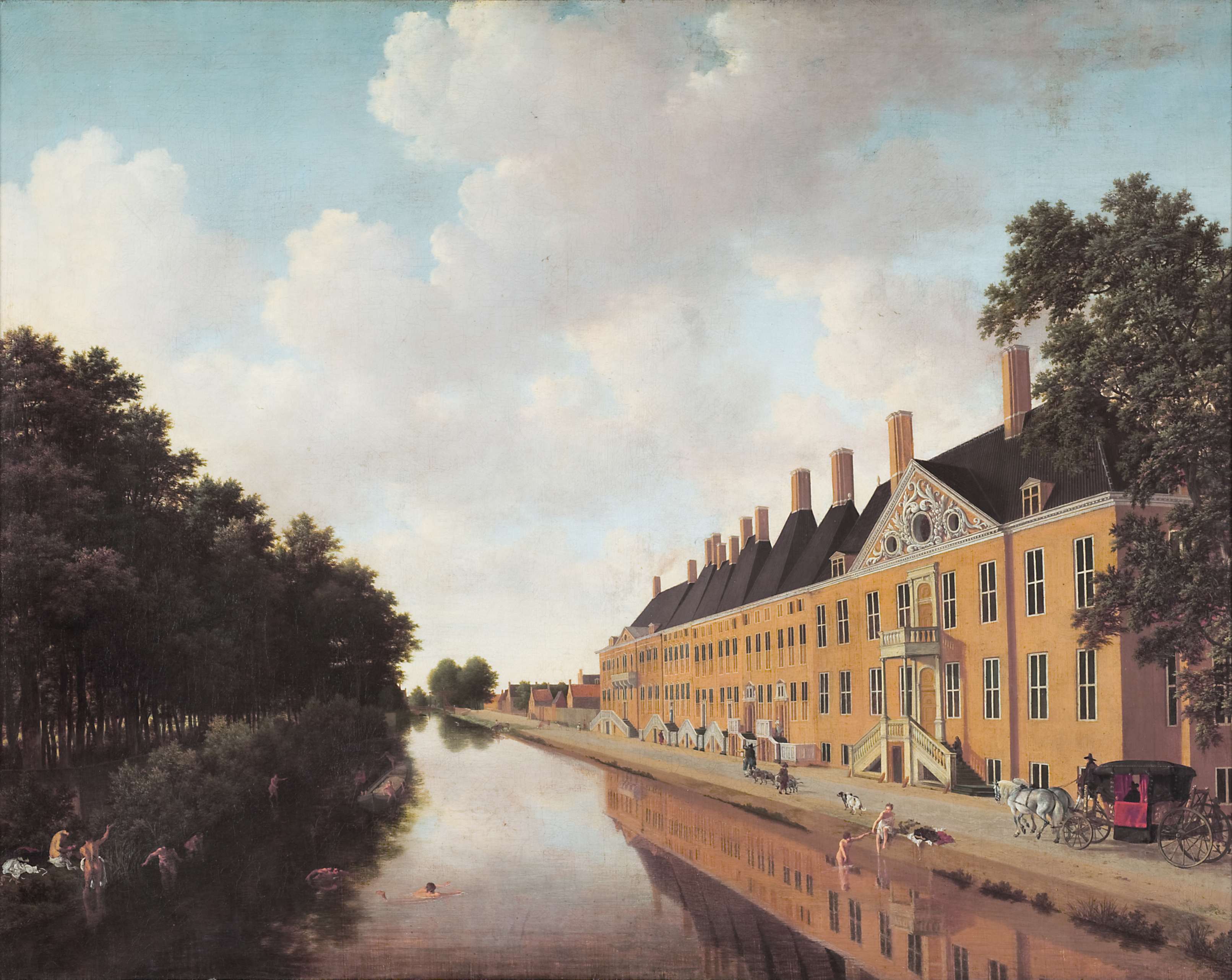
Вид Гааги; оригінальний вигляд будівлі, в якому розміщувався клуб Confrerie Pictura

Художник народився в Арнемі або Дордрехті; художню кар'єру, згідно з архівними записами, почав в Арнемі. Ймовірно, навчався малювати у свого батька, художника Авраама ван дер Гагена. Після смерті батька Йоріс в 1639 році переїхав до Гааги, де в 1643 році увійшов у Гільдію святого Луки. Рік по тому став почесним жителем Гааги. У 1656 році став одним із засновників клубу Confrerie Pictura.

## Спадщина
Йоріс відомий своїми ландшафтами і видами міст східної частини Нідерландів. Іноді він працював спільно з іншими художниками; наприклад, він працював з Людольфом Лендерцем де Йонгом (Ludolf Leendertsz de Jongh), Паулюсом Поттером, Яном Вейнантс (Jan Wijnants) і Ніколасом Пітерсом Берхема.
Згідно з Хаубракеном, Йоріс використовував блакитний попіл для створення зеленого кольору, і до 1715 року, і коли він побачив картини в Амстердамі, вони зблякли. Незважаючи на цю проблему картини були продані за високою ціною. Кілька його картин розташовані в британських установах, а в Музеї та художній галереї Дербі є пейзаж на його честь.